# Михелер, Флориан
Флориан Петер Михелер (нем. Florian Peter Micheler; род. 17 мая 2005, Инсбрук) — австрийский футболист, полузащитник клуба «Хоффенхайм», выступающий на правах аренды за клуб «Арминия».

## Клубная карьера
Михелер — воспитанник клубов «Алдаранс», «Ваккер», «АКА Тироль» и немецкого «Хоффенхайма». 16 августа 2024 года в поединке Кубка Германии против «Вюрцбургер Киккерс» игрок дебютировал за основной состав последних. 31 августа в матче против франкфуртского «Айнтрахта» он дебютировал в немецкой Бундеслиге.